# Coelioxys postponenda
Coelioxys postponenda là một loài Hymenoptera trong họ Megachilidae. Loài này được Schulz mô tả khoa học năm 1906.